# 積みわら
『積みわら』（つみわら、仏: Meules、英: Haystacks）は、印象派を代表するフランス人画家クロード・モネが描いた、収穫後の畑に積まれた干し草の山を描いた一連の絵画の総称。狭義にはフランス人画商で美術史家のダニエル・ウィルデンシュタインが作成した印象派絵画作品の目録である『ウィルデンシュタイン作品番号』に1266番から1290番として記載されている、1890年の夏から翌年の春にかけて描かれた25点の絵画群を指し、広義にはモネが同じテーマでその他の年代に描いた絵画を含めることもある。同じ主題を、異なる時間、季節、天候それぞれの光の下で描き分けた作品群としてよく知られ、フランスのジヴェルニーの当時モネが住んでいた家のすぐそばにあった畑をモデルに描かれた作品である。
『積みわら』はモネの作品の中でも最も重要な絵画となっている。モネの絵画を多くコレクションしている美術館として、パリのオルセー美術館、マルモッタン・モネ美術館、マサチューセッツのボストン美術館、ニューヨークのメトロポリタン美術館、ニューヨーク近代美術館、東京の国立西洋美術館などがあげられるが、25点の『積みわら』のうち6点がイリノイのシカゴ美術館の所蔵となっている。その他に『積みわら』が所蔵されているのは、ボストン美術館に2点、オルセー美術館に1点、ロサンゼルスのゲティ・センター、1888年から1898年に描かれた『積みわら』の初期バージョン5点のうち1点も所蔵するコネチカットのヒルステッド美術館 (en:Hill-Stead Museum)、エディンバラのスコットランド国立美術館、ミネソタのミネアポリス美術館、チューリッヒのチューリッヒ美術館、バーモントのシェルブーン・ミュージアム (en:Shelburne Museum)が挙げられ、個人が所蔵している作品もある。

## 作者モネ
モネは1883年にジヴェルニーに住まいを移し、それ以来死去する40年あまりに描かれた絵画の多くは、自宅から3キロメートル以内の風景を描いたもので、『積みわら』も自宅のすぐそばの情景を描いている。モネは季節ごとに移り変わる自宅周辺の絵画的な風景に魅せられていた。
モネはそれまでにも雰囲気は異なるが、同じような風景画を描いていた。しかしながら画家としてのキャリアを積むうちに、「空気の描写」は描かれた対象への詩的効果として表現されるだけでなく、彩色の調和と豊かな色彩の使用へとつながっていった。一般的に見て、小さく硬く積み上げられた藁の山は絵画の題材とするにはあまりにもシンプルで、画家の想像力を刺激するものとは言えない。しかし現代美術史家やモネの友人は、モネが描いた作品の主題は深い考えと分析のもとに慎重に選ばれていたと指摘している。モネは積みわらが日光のもとで様々にその表情を変えることに着目し、同じ主題を同じ視点で描き続けた。モネにとって『積みわら』の連作を描いているときに、時刻によって変遷する積みわらをより確かに表現するために、アトリエに戻って描くキャンバスを交換するようなことはごく普通のことだった。

## 積みわら
干し草の山をモチーフに描かれた『積みわら』の作品群は「わらの山 (haystacks )」とも「穀物の山 (grainstacks )」とも呼ばれる。4.5メートルから6メートル程度に積みあげられた山は、フランスノルマンディー地方の田園都市における美と豊穣を象徴する光景だった。
これら積みわらは、穀物の茎と実がより分離しやすくするために乾燥させる期間の貯蔵庫としての機能を持っていた。ノルマン人は、穂から小麦を脱穀するまでの保護カバーとして積みわらを利用していたのである。脱穀機の数は限られており、村から村へと巡回して小麦の脱穀を行っていた。小麦の収穫期は7月だったが、全ての村に脱穀機が巡回を終えるのは翌年3月までかかることもあった。穀物の保護カバーとして積みわらを利用するのは19世紀半ばにはありふれた手法となり、コンバイン収穫機が登場するまで100年以上にわたって使用されることとなる。積みわらの形は地方によって様々なものだったが、パリ盆地やジヴェルニーが位置しているノルマンディー地方では丸い形が一般的なものだった。
モネは自宅近くを散歩中に積みわらの存在に興味を抱き、一緒に散歩していた義娘のブランシュ・オシュデに2枚のキャンバスを持ってきてくれるように頼んだ。積みわらを描くキャンバスは曇天用、晴天用それぞれに1枚ずつで十分だと考えていたためである。しかしながらモネは、積みわらが見せる様々な表情を絵画に表現するには1枚や2枚のキャンバスでは足りないことに気付き、すぐにアシスタントに手押し車に積めるだけのキャンバスを運んでこさせたといわれている。モネは絵具、イーゼル、そして多くの描きかけのキャンバスを手押し車に積んで出かけることを日課とし、刻々と変化する積みわらに相応しいキャンバスを選んで描き続けた。描き始めの頃は屋外で太陽光の下の積みわらを写実的に表現していたが、最終的にはコントラストの付け足しや、一連の『積みわら』作品全体に調和を与えるために、当初描いていた屋外の写実的な表現を屋内のアトリエで描き改めている。
モネは多くの「積みわら」を描いた。初期に描いた風景画にも背景の一部として描かれており（『ウィルデンシュタイン作品番号』900番 - 995番、1073番）、1888年の収穫期の積みわらを主題とした5枚の絵画も残している（『ウィルデンシュタイン作品番号』1213番 - 1217番）。しかしながら、連作『積みわら』として現在広く知られているのは、1890年の収穫期を描いた25点のみである（『ウィルデンシュタイン作品番号』1266番 - 1290番）。しかしながらこれら25点以外にもときによって『積みわら』と見なされる作品も存在する。例えばヒルステッド美術館は所蔵する2点の作品のうち1890年の収穫期を描いた作品は当然として、1888年の収穫期を描いた作品も『積みわら』に含まれると考えている。
『積みわら』の連作は、モネが何度も描いた、時刻、季節、天候など自然要因の変化が主題に及ぼす効果を描き分けた最初の作品群の一つである。モネにとってこのような作品群の制作は1889年のクルーズの渓谷を描いた10点あまりの作品に始まっており、以降のキャリアにおいても同じモチーフを連続して描き続けた。

## 主題
モチーフとして『積みわら』の連作に描かれているのはありふれた干草の山だが、連作の根本的な主題は移ろいゆく光といえる。季節、時刻、天候によって移り変わる光が作り出す微妙な差異が、モネに『積みわら』を連作として描かしめた。干草の山という同じモチーフは、光の変化がもたらす微妙な差異を描いたこの作品群の比較を容易なものとしている。
『積みわら』の1作目は1890年の9月下旬か10月初旬に描かれ、モネはその後7ヶ月に渡って『積みわら』の連作を描き続けた。同じモチーフを、異なる光、天候、空気、雰囲気で大量に描いた画家はモネが初めてだといえる。

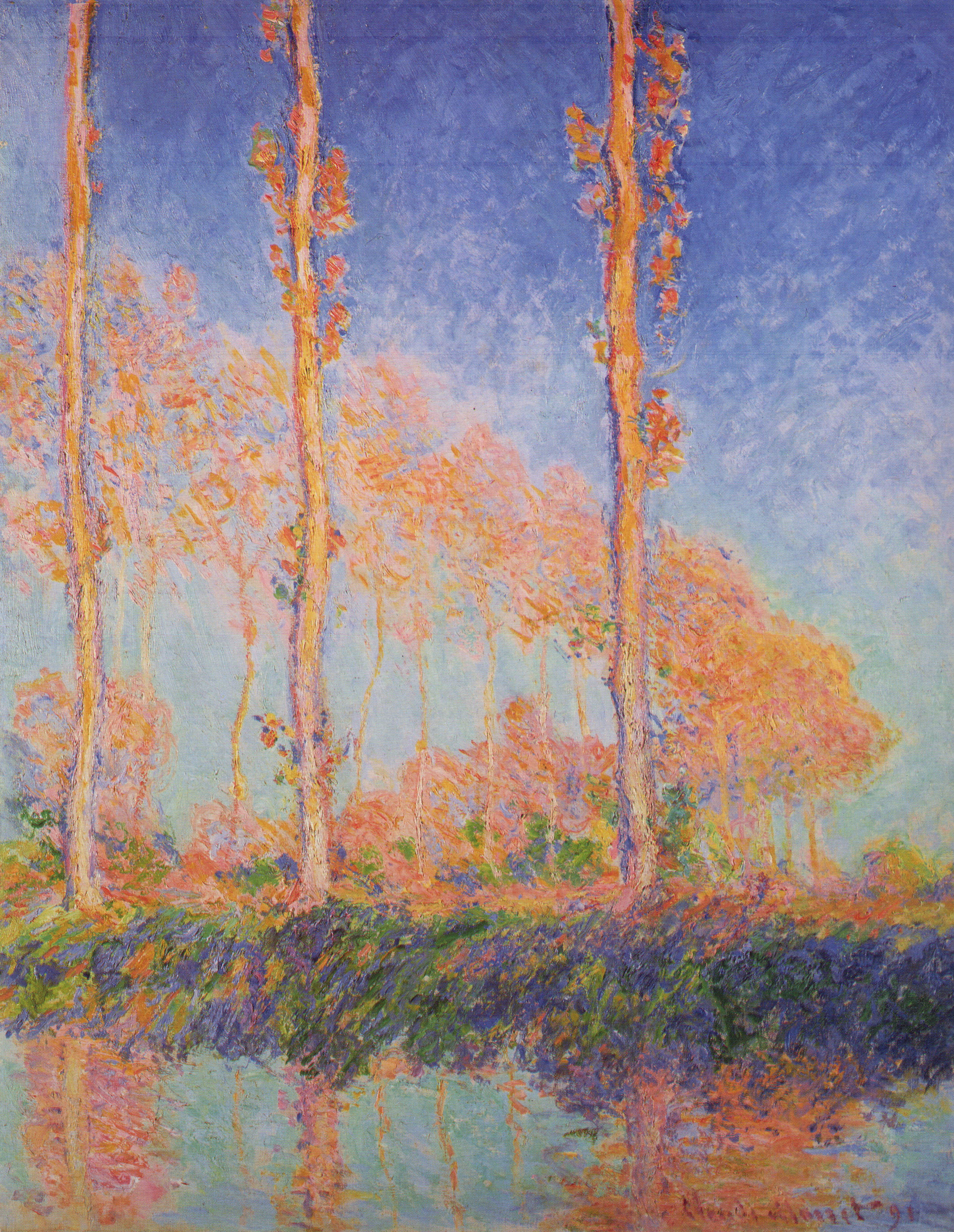
『ポプラ並木 - 秋』, 1891年, フィラデルフィア美術館

1880年代から1890年代にかけて、モネは早朝のセーヌ川、ポプラ並木 (en:Poplar Series (Monet))、ルーアン大聖堂、ウェストミンスター宮殿 (en:Houses of Parliament series (Monet))、睡蓮などの連作を描いた。非常に多くの作品を描いていたため、モネは夜明け前に起床することも珍しくなかった。
早朝から時間が過ぎ光の具合が変化すると、モネは今まで描いていたキャンバスから次の時間を描くための別のキャンバスへと交換したと考えられる。刻一刻と変化する光のわずかな違いを表現するために、1日に10枚から12枚もの制作を同時進行することもあった。このような製作過程は天候と絵の進捗状況に左右され、完成までには数日間から数週間、ときには数ヶ月間にわたって繰り返された。そして季節が変わると、製作過程もまた最初から始められた。
自然光が与える効果にはわずか数分間しか続かないものもあり、そのような効果を表現する絵画の中には一日に数分間しか描くことが出来ないものもあった。さらに複雑な問題として、例えば日の出からの太陽光は即座に変化するため、『積みわら』の連作の中でも特別な制作過程が必要だったと考えられている。また、色相は連作の各作品ごとに明確に異なっている。それぞれの作品で色彩は直接光を表現するだけではなく、間接光、反射光を表現するために使用されており、季節ごとに異なった時刻で描かれた積みわらには、さまざまな色のスペクトルが光として表現されている。その結果、積みわらから反射した光は独特の色彩で描かれ、この絵画を観るものに対し光が常に変化しているかのように見える。
多くの著名な画家たちが『積みわら』の影響を受けており、フォーヴィスムを代表する画家であるドランやヴラマンクたちも例外ではない。カンディンスキーの回想録には『積みわら』について「突然私に提示されたのは思いも寄らないほどの色彩の広がりだった。これまで理解することすらできず、私がひそかに考えていた絵画表現におけるとてつもない野望をはるかに凌駕するものだった」という記述がある。

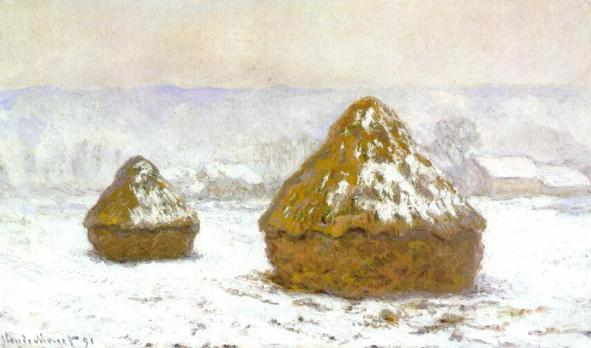
『積みわら - 雪の効果』1890年 - 1891年、ヒルステッド美術館

『積みわら』の連作はモネに経済的な成功ももたらした。連作のうち15点は1891年5月にフランスの画商ポール・デュラン＝リュエルによって展示会が開催され、全ての作品が数日のうちに完売しており、一般大衆にも大好評だった。フランスの作家オクターヴ・ミルボーも『積みわら』を賞賛している。また、「積みわらは田園風景の顔」であり「これらの絵画を観るものが、田園地帯が今後工業地化あるいは市街地化するのとは無関係に、このような田園の伝統を守るべきだと考えることは間違いない」と書いたものもいた。田園地帯を日々のさまざまな問題からの避難場所と考え、自然と十分に触れ合える故郷であると表現したのである。印象派のフランス人画家カミーユ・ピサロも「『積みわら』は幸福感を漂わせている」と語っている。
ほとんどの『積みわら』が即座に最大1,000フランで買い手がついた。その後モネの作品の価格はさらに暴騰し始めた。その結果モネはジヴェルニーでの家と暮らしを完全に手にすることができ、現在も観光地として名高い「睡蓮の池」の制作を手がけることができるようになった。数年間に及ぶ耐乏生活から解放され、成功者のひとりなったのである。
『積みわら』はモネが追求した光と空気の表現の象徴であり、自身の芸術表現において完全論者であったことを証明している。モネは何かが欠けていると感じた連作の作品群を少なくとも一つ以上破棄している。モネが不完全で不出来であると見なした作品を破棄したことは、多くの顧客の証言がある。1903年から1909年にかけて描かれたロンドンの風景の連作と睡蓮の連作の多くが破棄されたと考えられている。これらの連作の展示会を予定していたデュラン＝リュエルにモネは「自身の満足感のために30点以上の作品を破棄した」として展示会を延期させた。『積みわら』はこのようなモネの厳しい自己批判とそれによる作品の破棄から免れた作品なのである。

## 1890年から1891年の作品

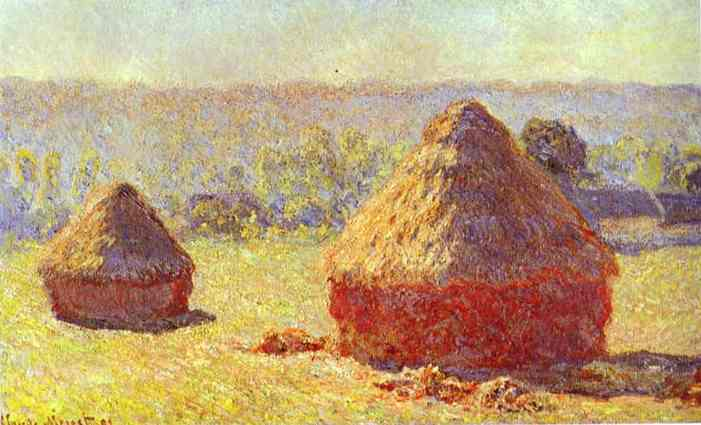
『積みわら - 夏の終わり、朝の効果』(w.1266)、 1890年、オルセー美術館
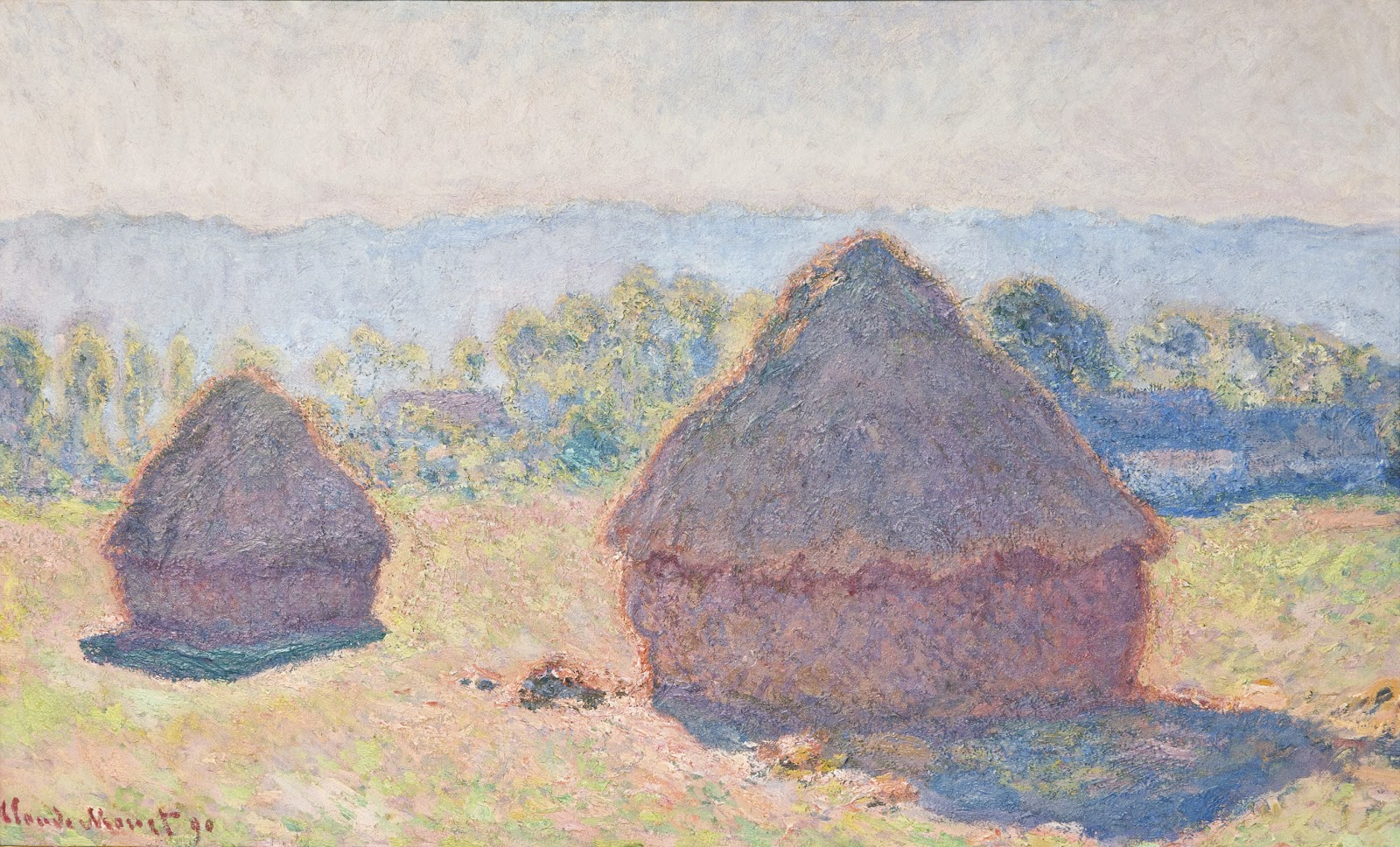
『明るい日光の中の積みわら』(w.1267)、1890年、ヒルステッド美術館（コネチカット州）
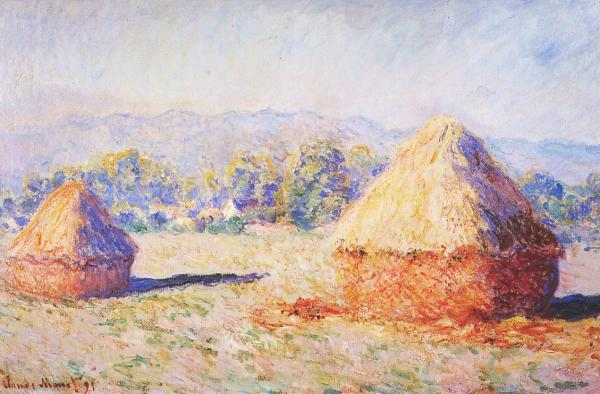
『積みわら - 晴天、朝の効果』(w.1268)、1890年、個人蔵
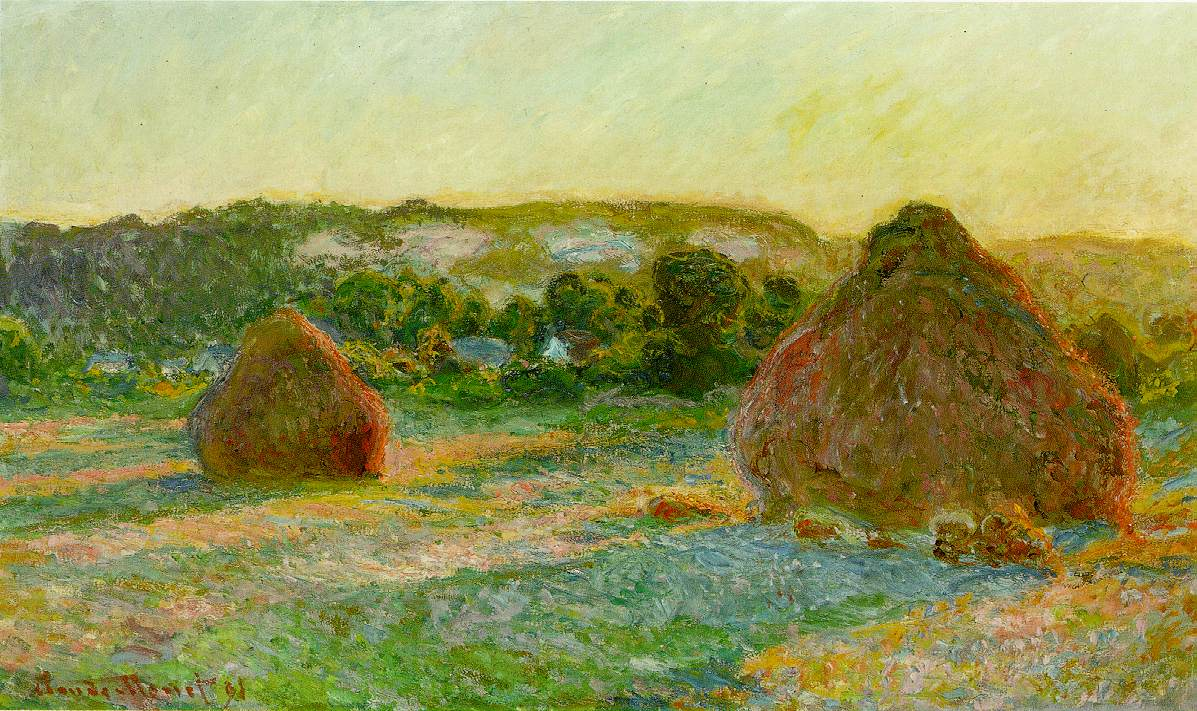
『積みわら - 夏の終わり』(w.1269)、1890年 - 1891年、シカゴ美術館
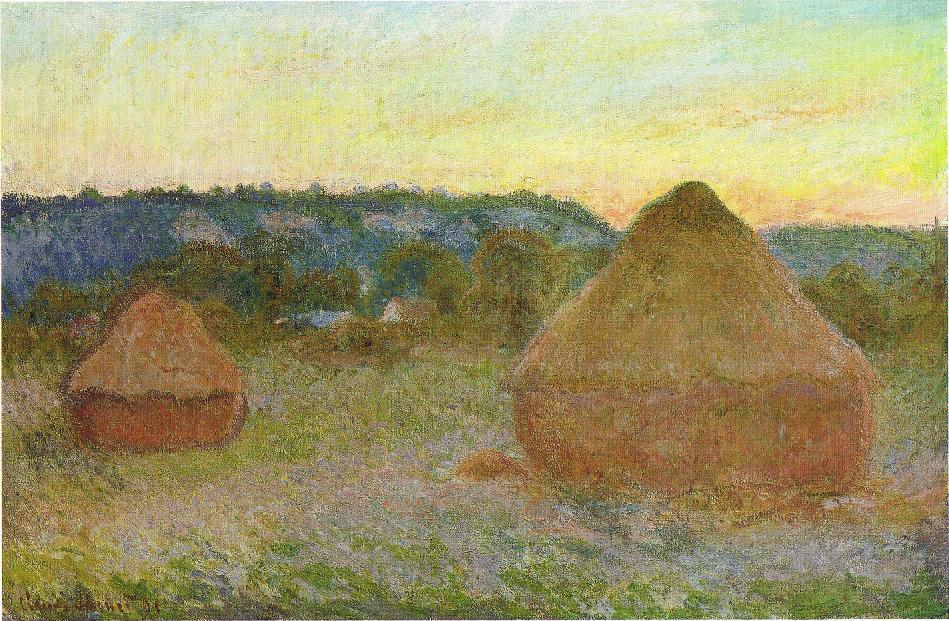
『積みわら - 黄昏、秋』(w.1270)、1890年 - 1891年、 シカゴ美術館
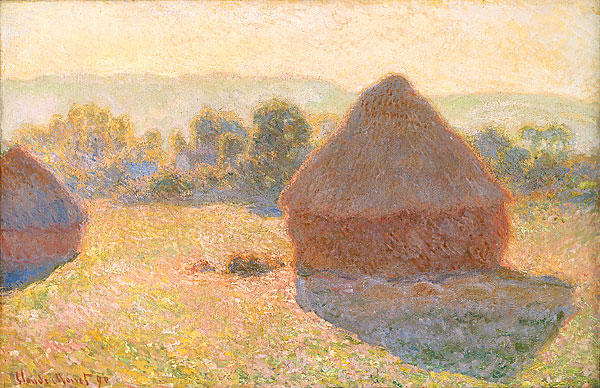
『積みわら - 午後』(w.1271)、1890年 - 1891年、オーストラリア国立美術館
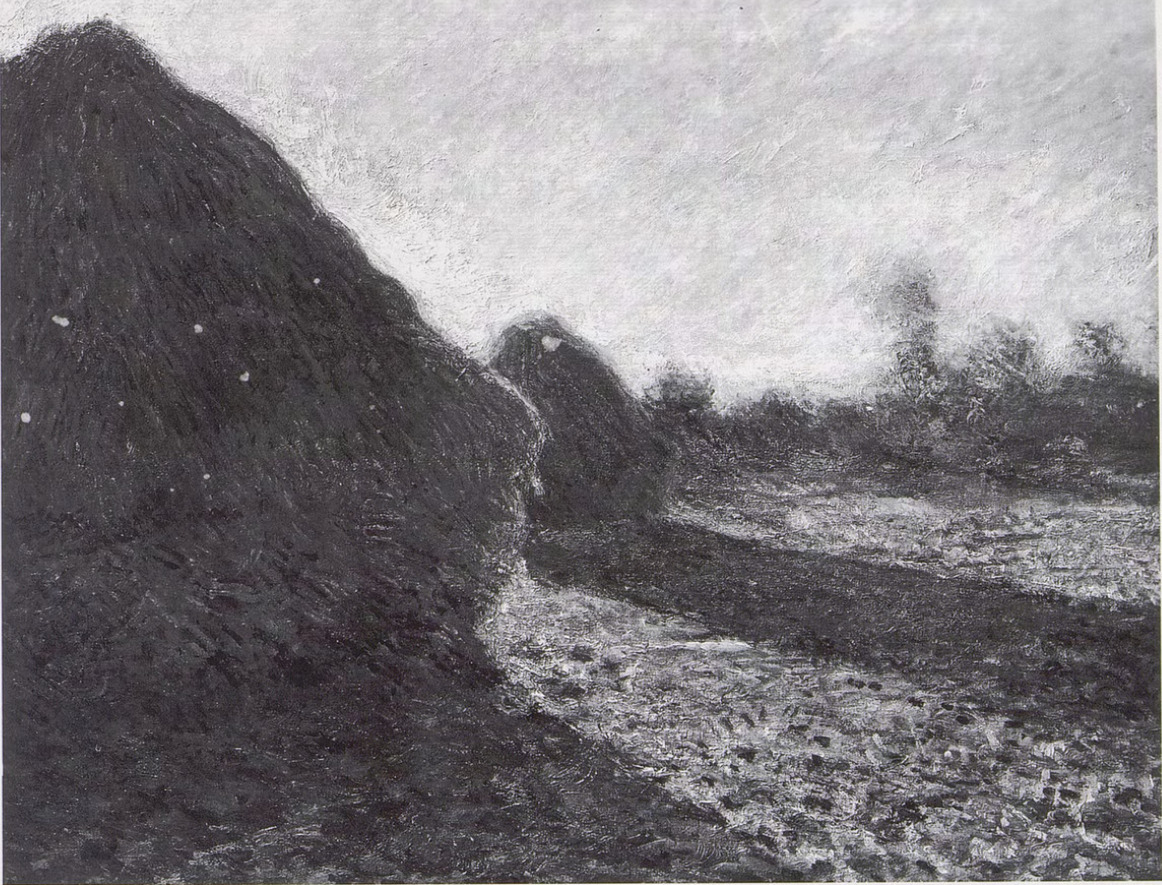
『積みわら、太陽の斜光線』(w.1272)、1890年
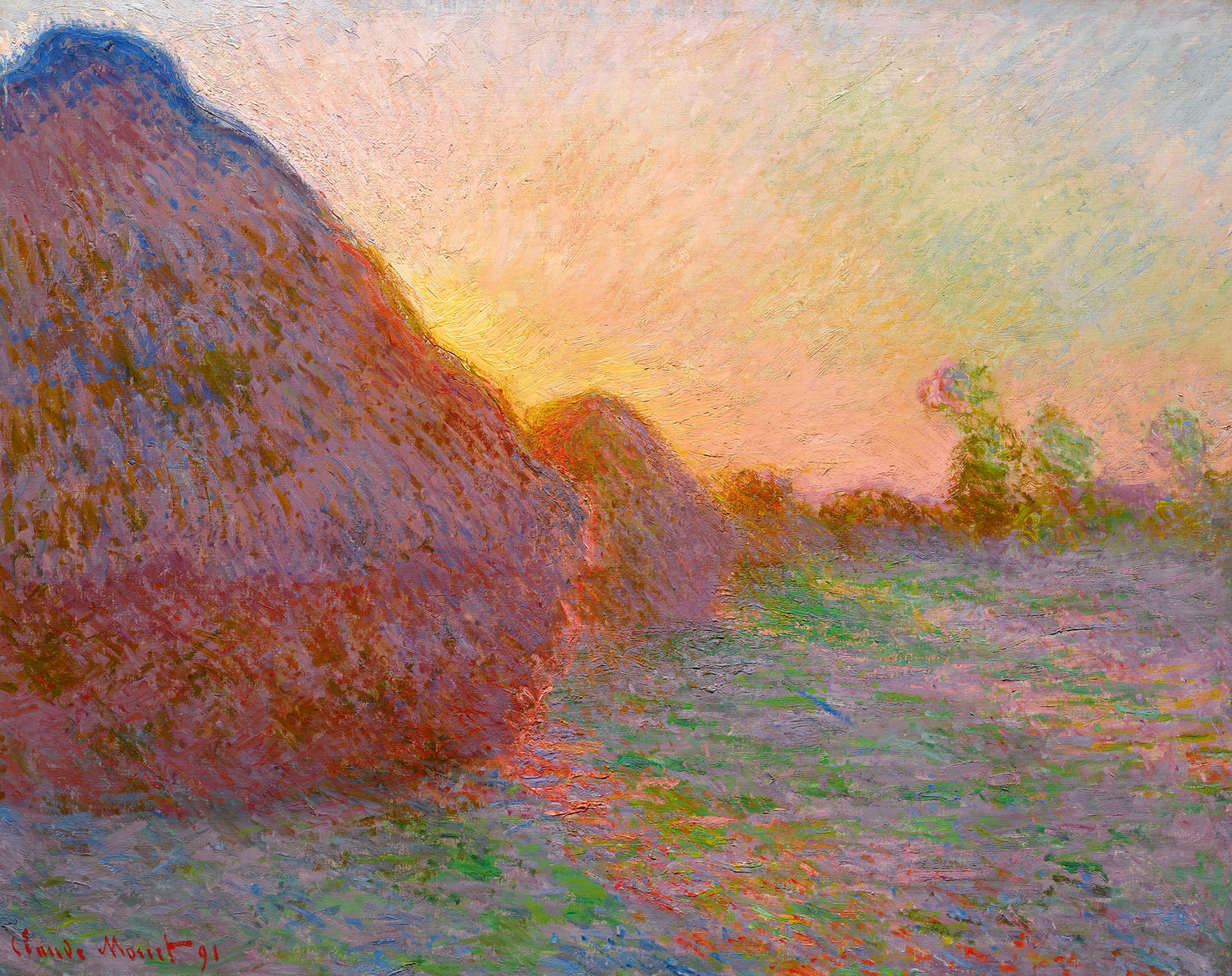
『積みわら』(w.1273)、1891年
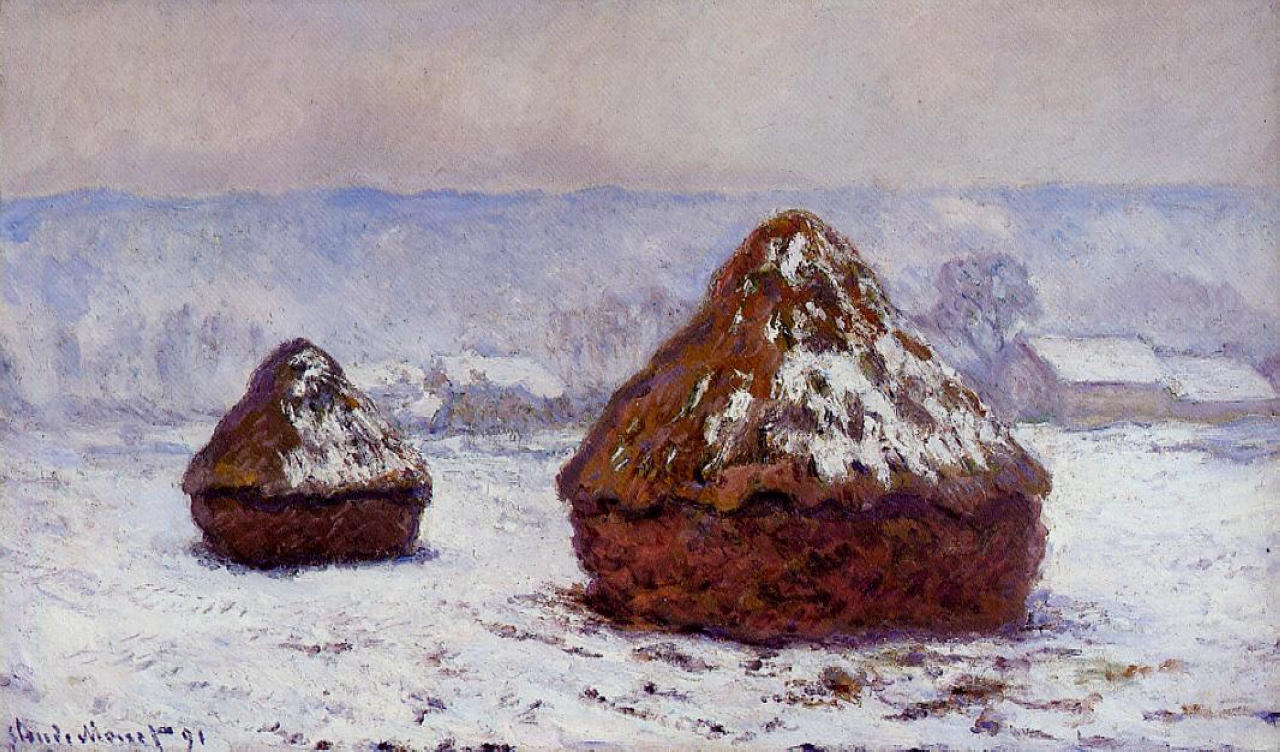
『積みわら - 雪の効果』(w.1274)、1890 - 1891年、ヒルステッド美術館
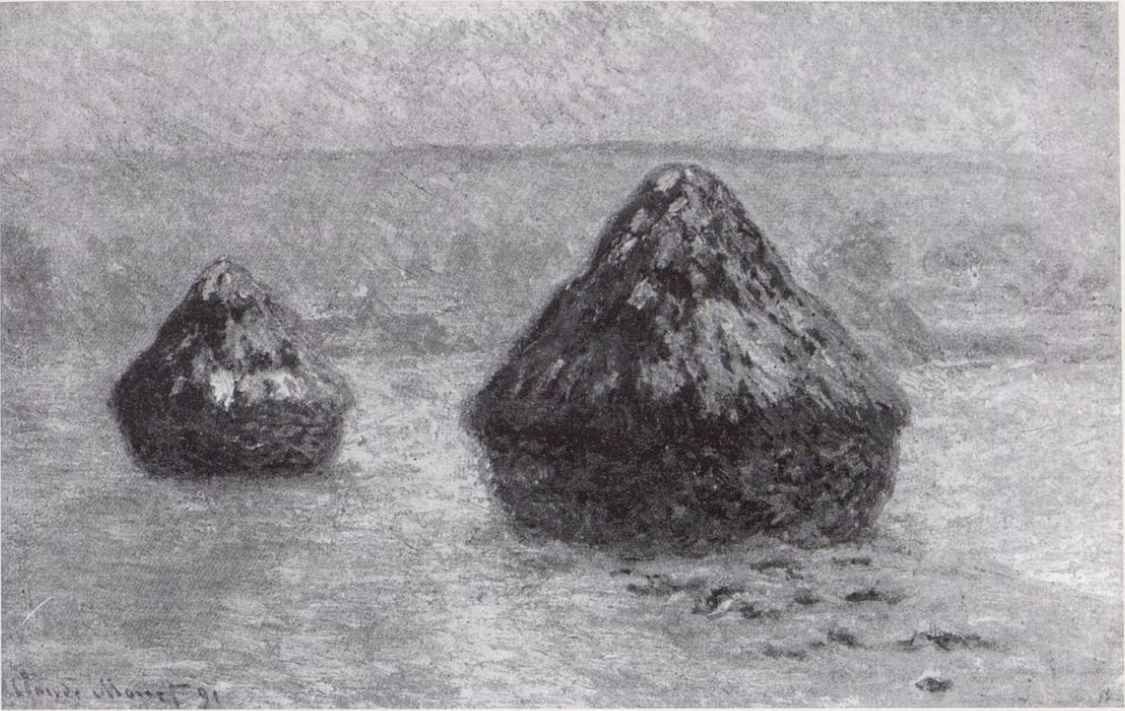
『積みわら、冬』(w.1275)、1890 - 1891年
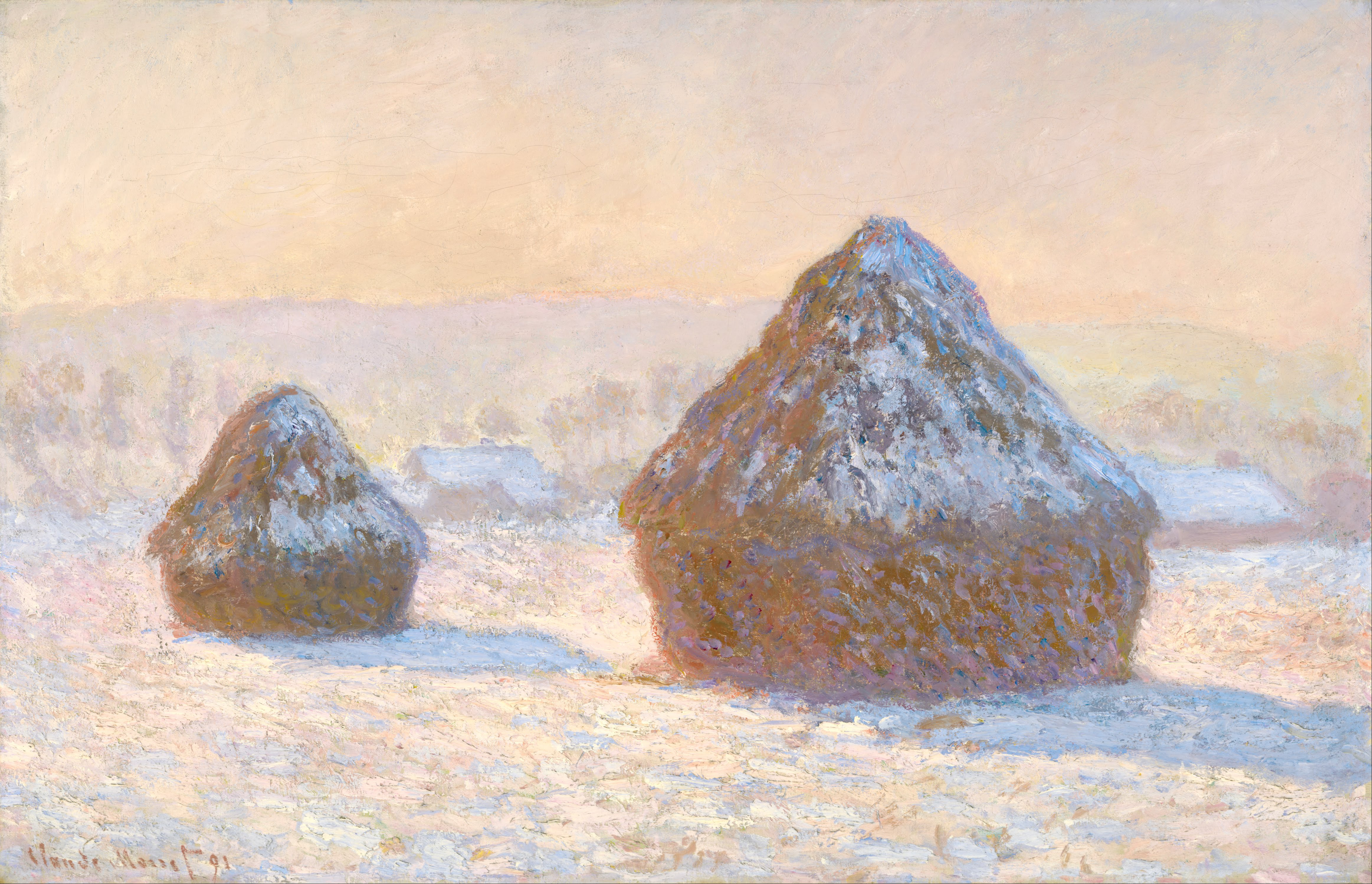
『積みわら - 雪の効果、午前中』(w.1276)、1891年、J・ポール・ゲティ美術館
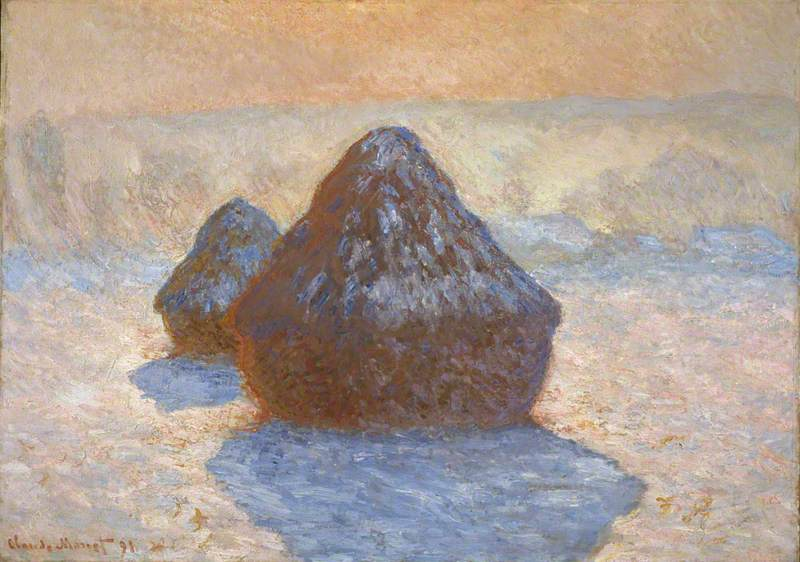
『積みわら - 雪の効果』(w.1277)、1891年、スコットランド国立美術館
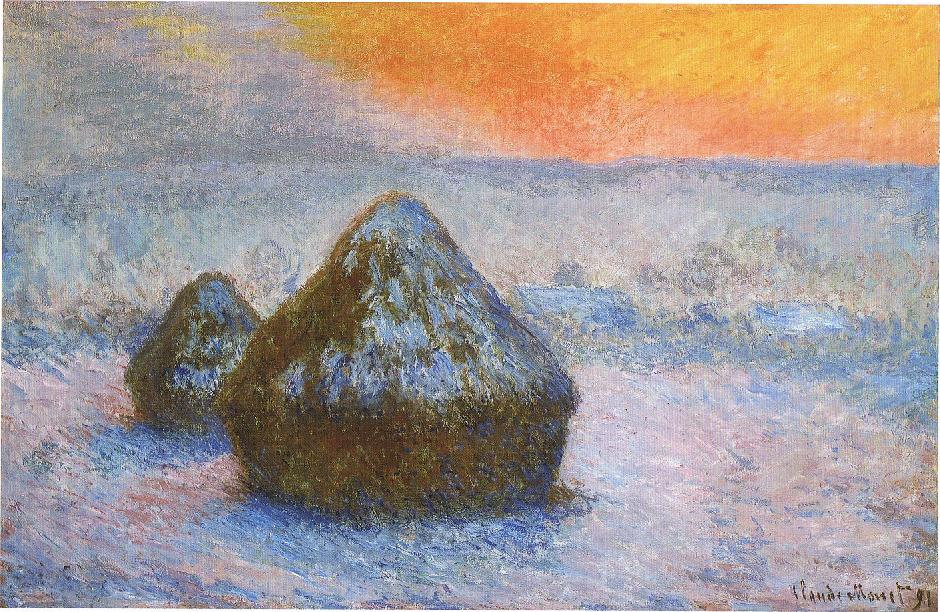
『積みわら - 日没、雪の効果』(w.1278)、1890年 - 1891年、シカゴ美術館
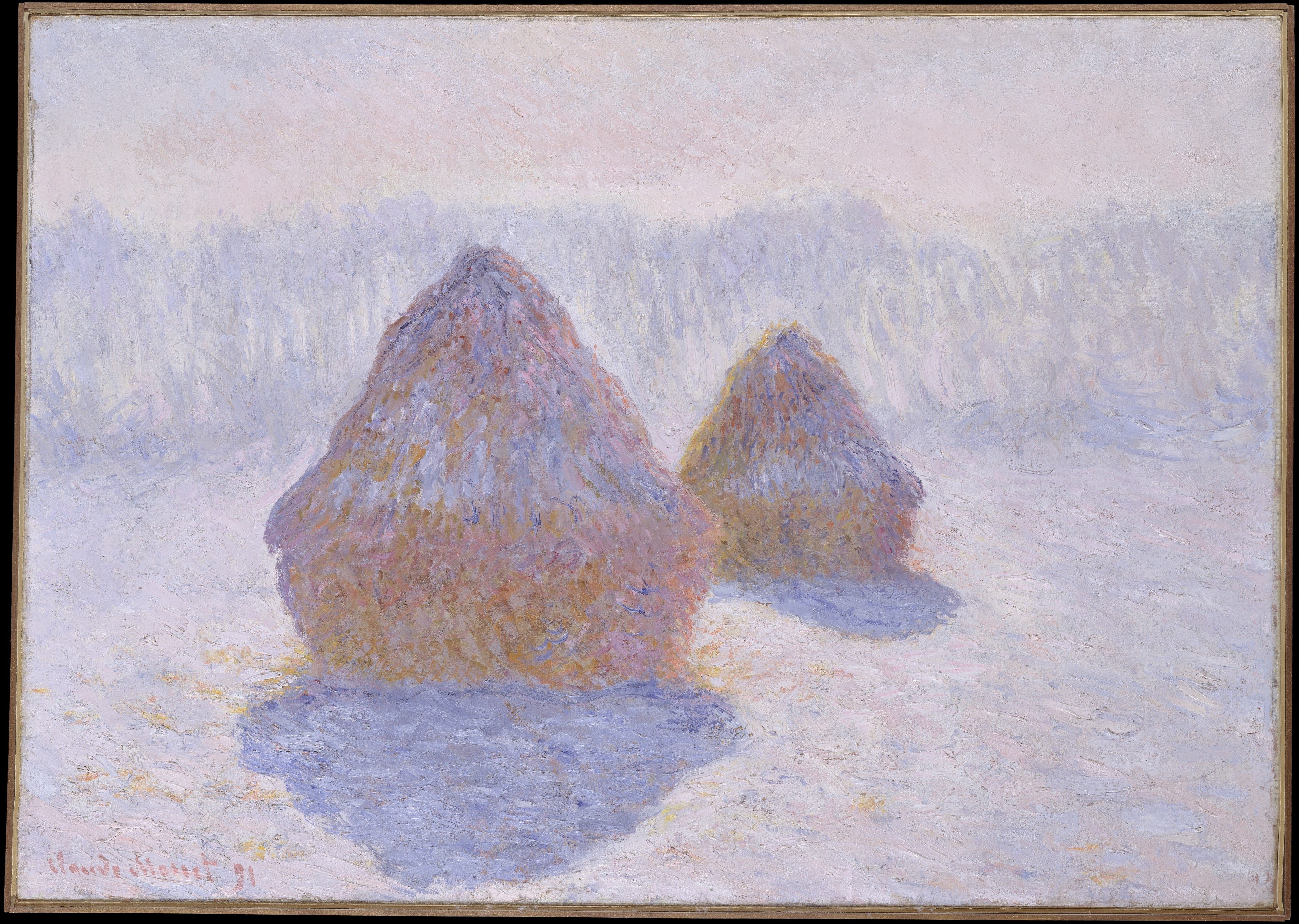
『積みわら、雪と光の効果』(w.1279)、1891年、メトロポリタン美術館
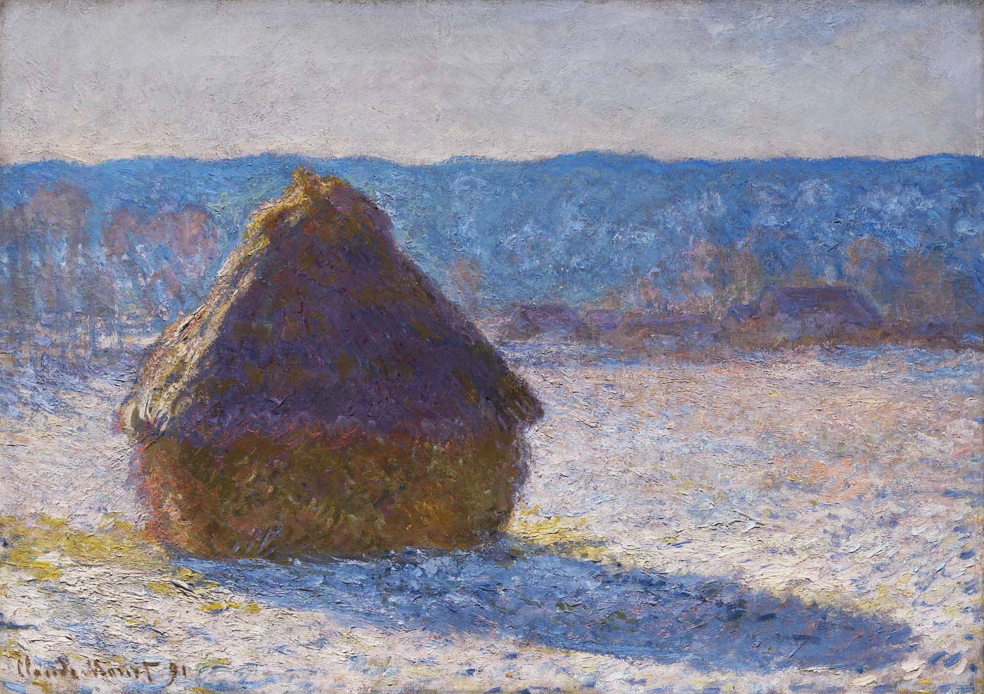
『積みわら - 朝の雪の効果』(w.1280)、1891年、ボストン美術館
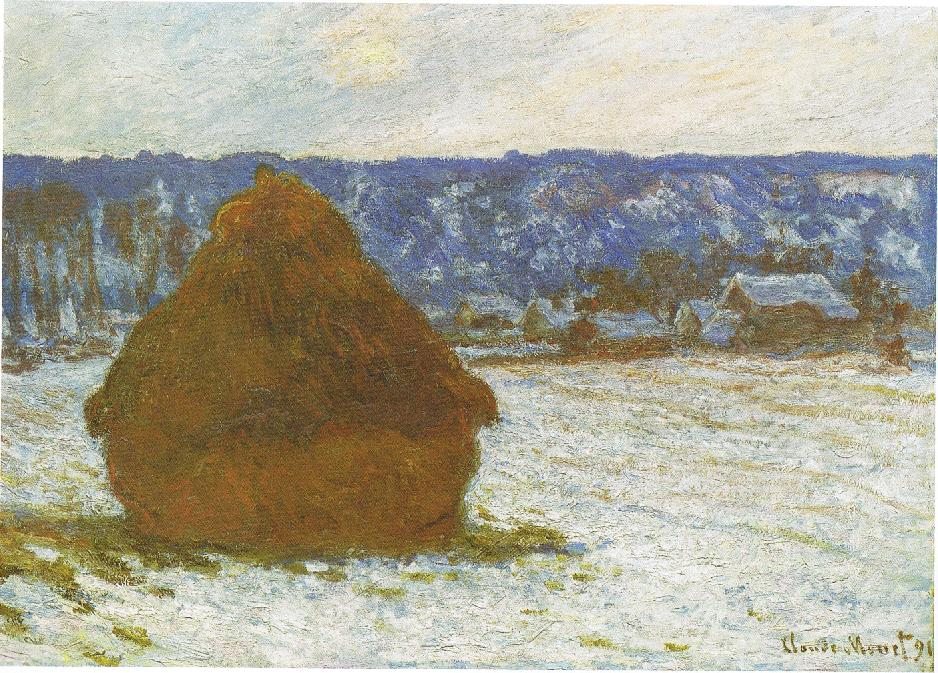
『積みわら - 雪の効果、曇天』(w.1281)、1890年 - 1891年、シカゴ美術館
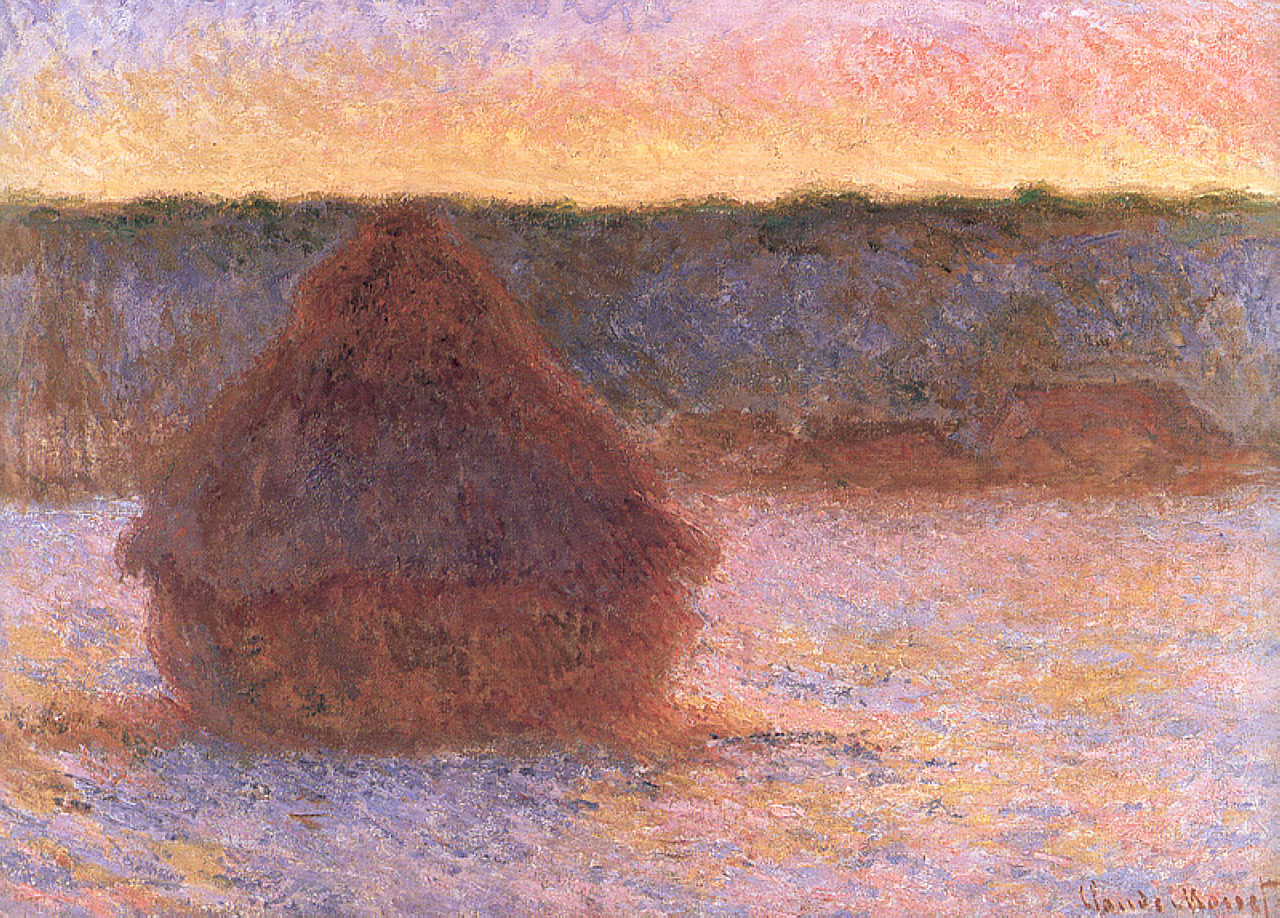
『積みわら - 日没、冬』(w.1282)、1891年
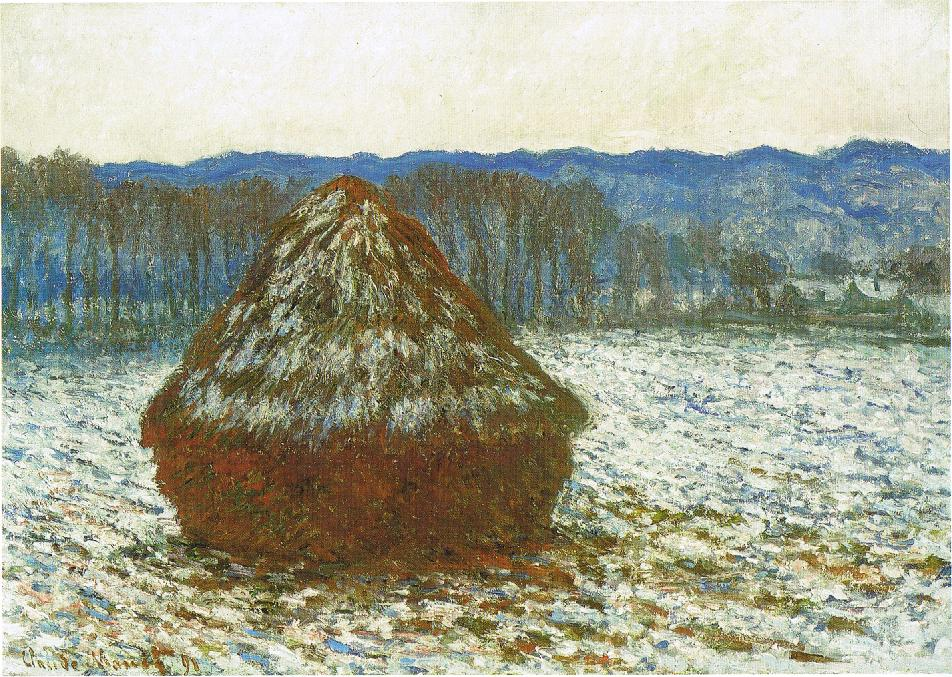
『積みわら』(w.1283)、1890年 - 1891年、シカゴ美術館
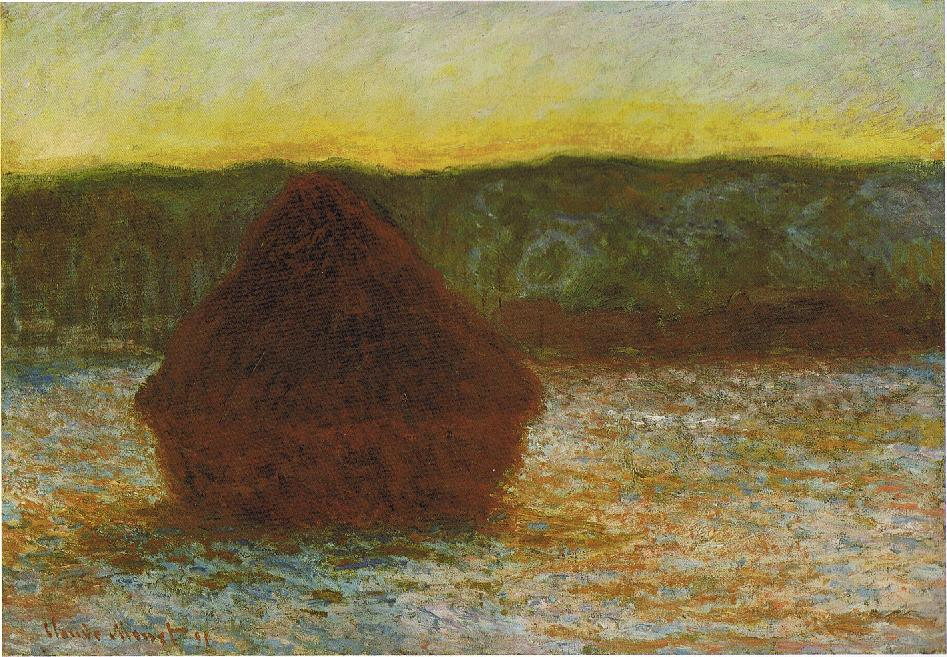
『積みわら - 雪融け、日没』(w.1284)、1890年 - 1891年、シカゴ美術館
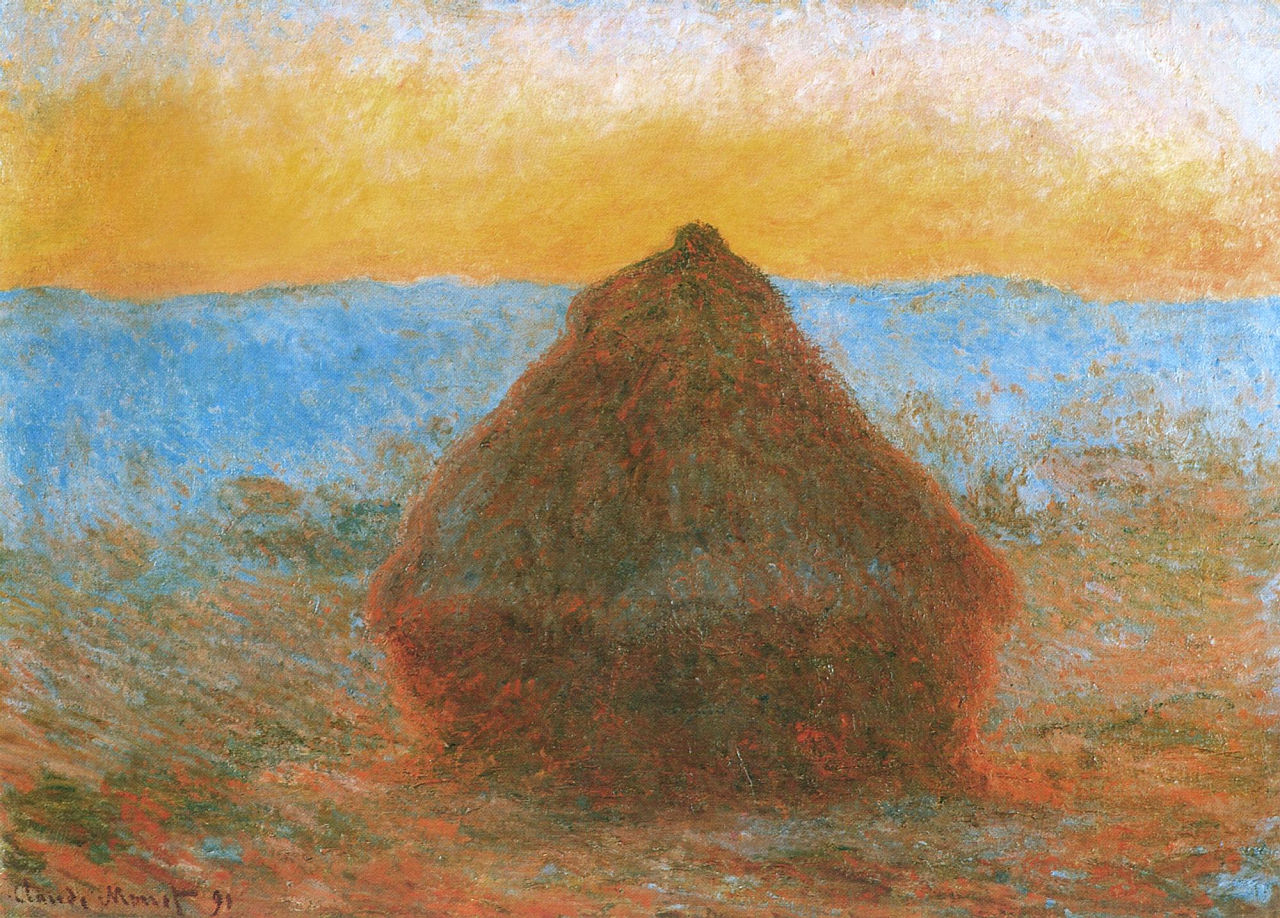
『積みわら』(w.1285)、1891年
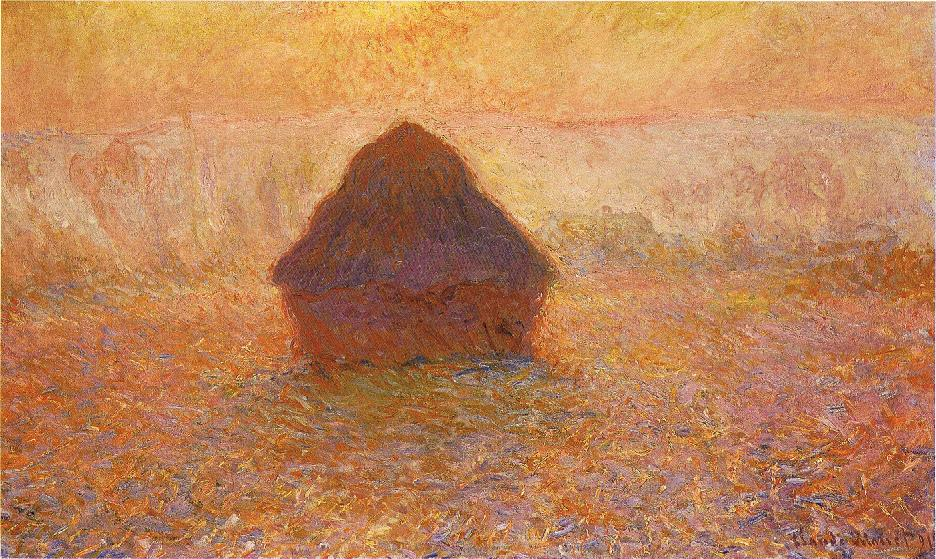
『積みわら - 霧の太陽』(w.1286)、1891年、ミネアポリス美術館
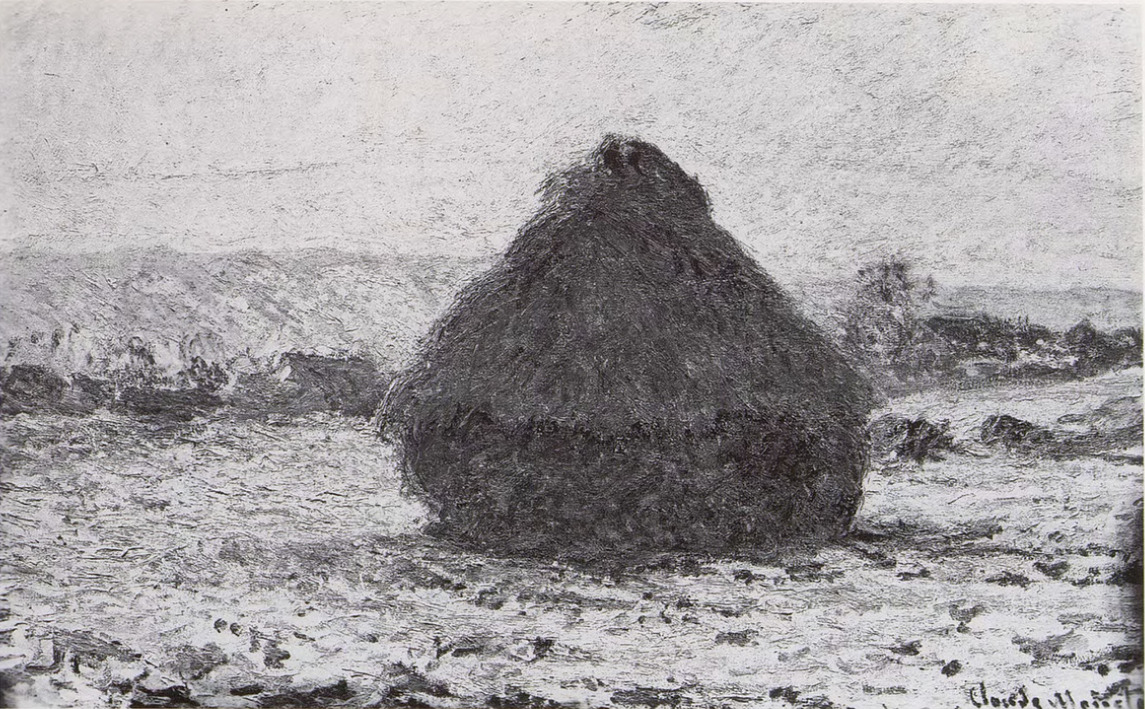
『積みわら - 雪の効果、太陽』(w.1287)、1891年
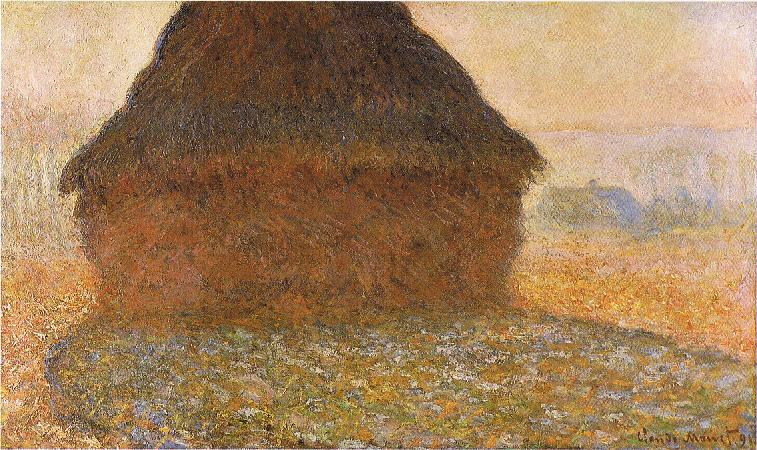
『積みわら - 晴天』(w.1288)、1891年、チューリッヒ美術館
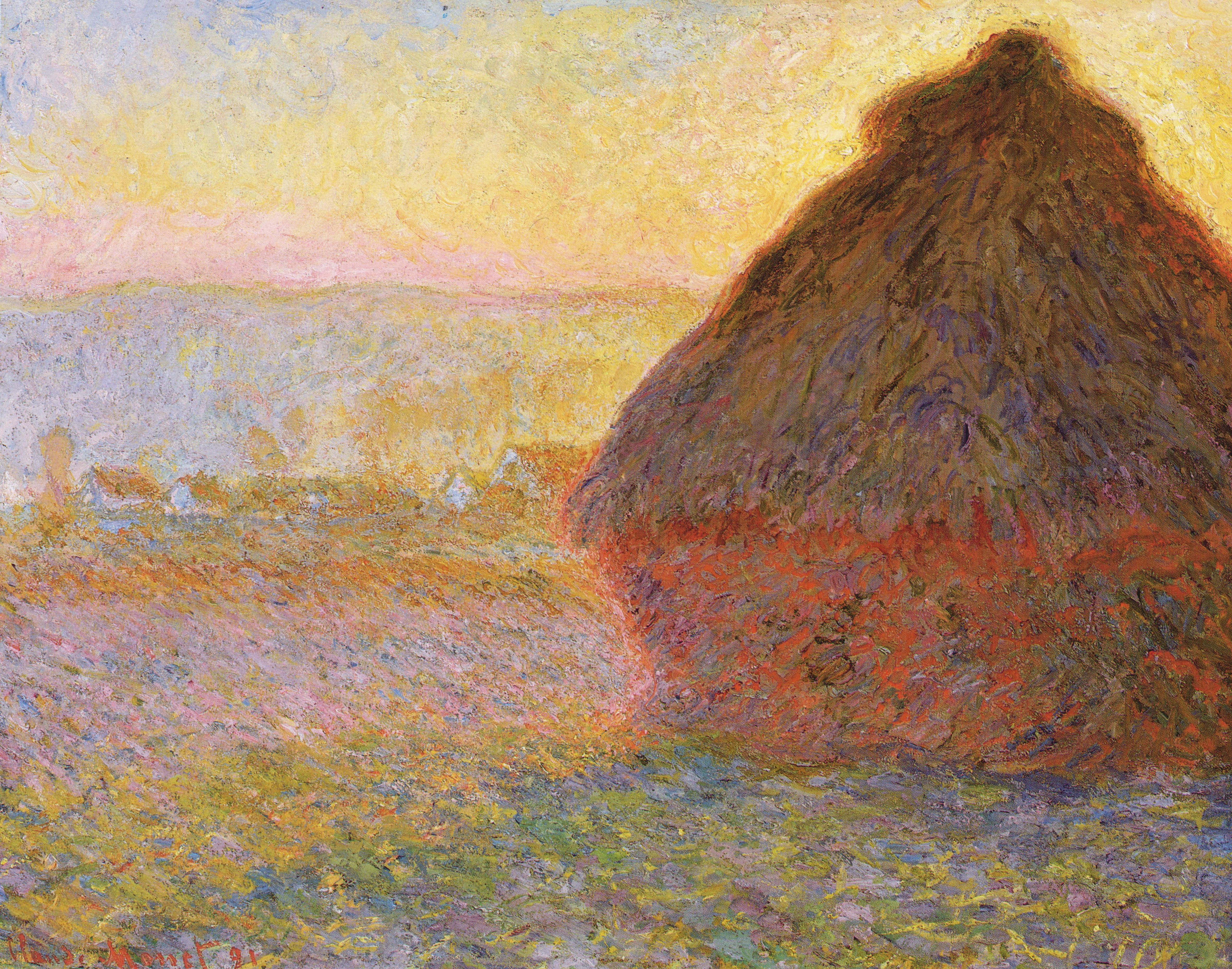
『積みわら - 日没』(w.1289)、1890年 - 1891年、ボストン美術館
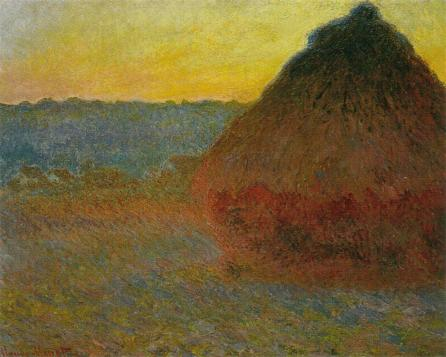
『積みわら - 日光』(w.1290)、1891年、個人蔵

## 1888年 - 1889年の作品
モネは1888年の収穫期に、セーヌ川左岸沿いの丘陵と右手にジヴェルニーの家々を背景にした二つの積みわらを描いた作品を3点制作した（『ウィルデンシュタイン作品番号』1213番 - 1215番）。そして同じ場所から視点を左に移した、丘を覆うポプラ並木の風景画を2点描いている（『ウィルデンシュタイン作品番号』1216番 - 1217番）。

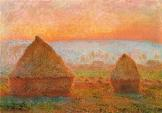
『ジヴェルニーの積みわら、日没』(w.1213), 1888年 - 1889年、埼玉県立近代美術館
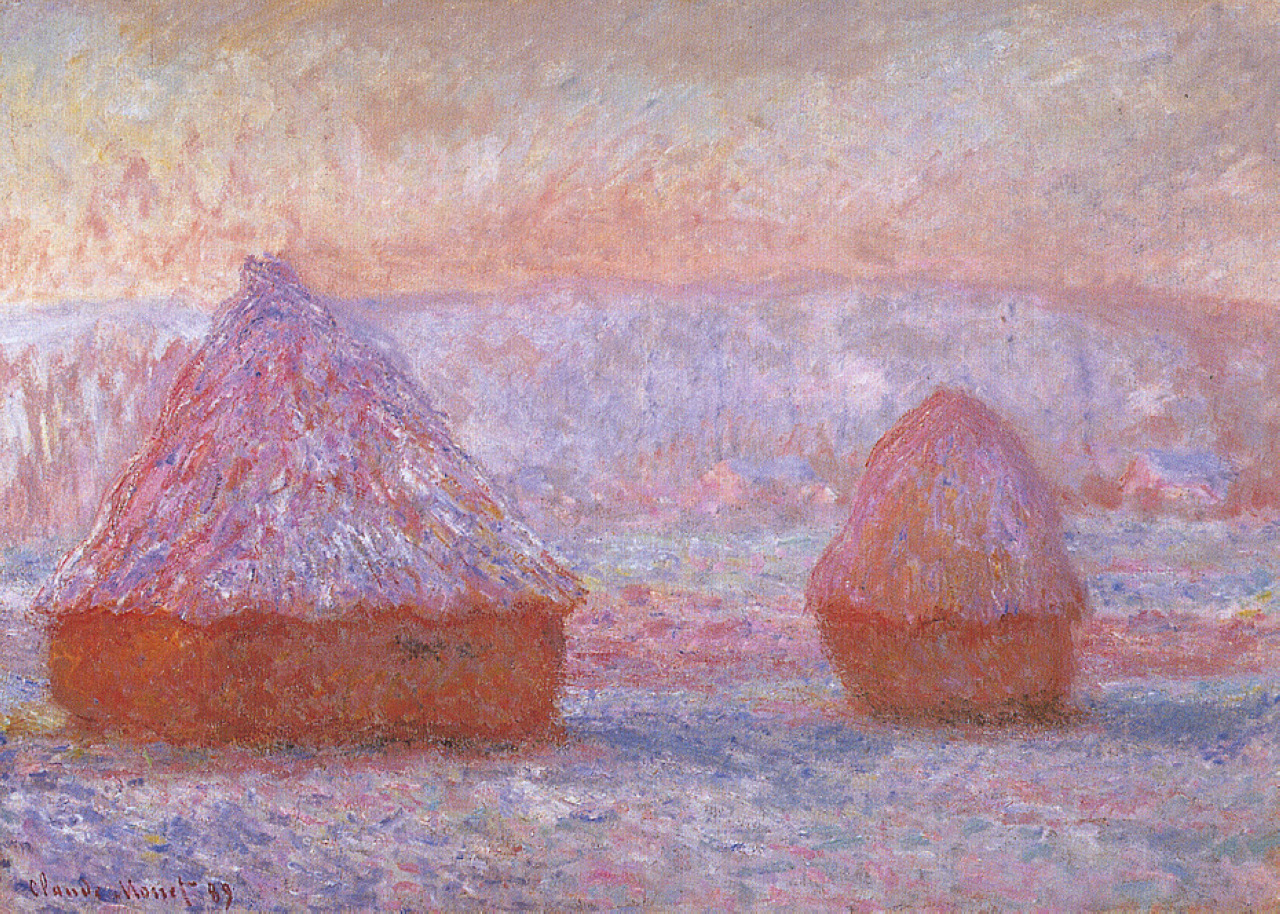
『積みわら – 朝の効果』(w.1214)、1889年
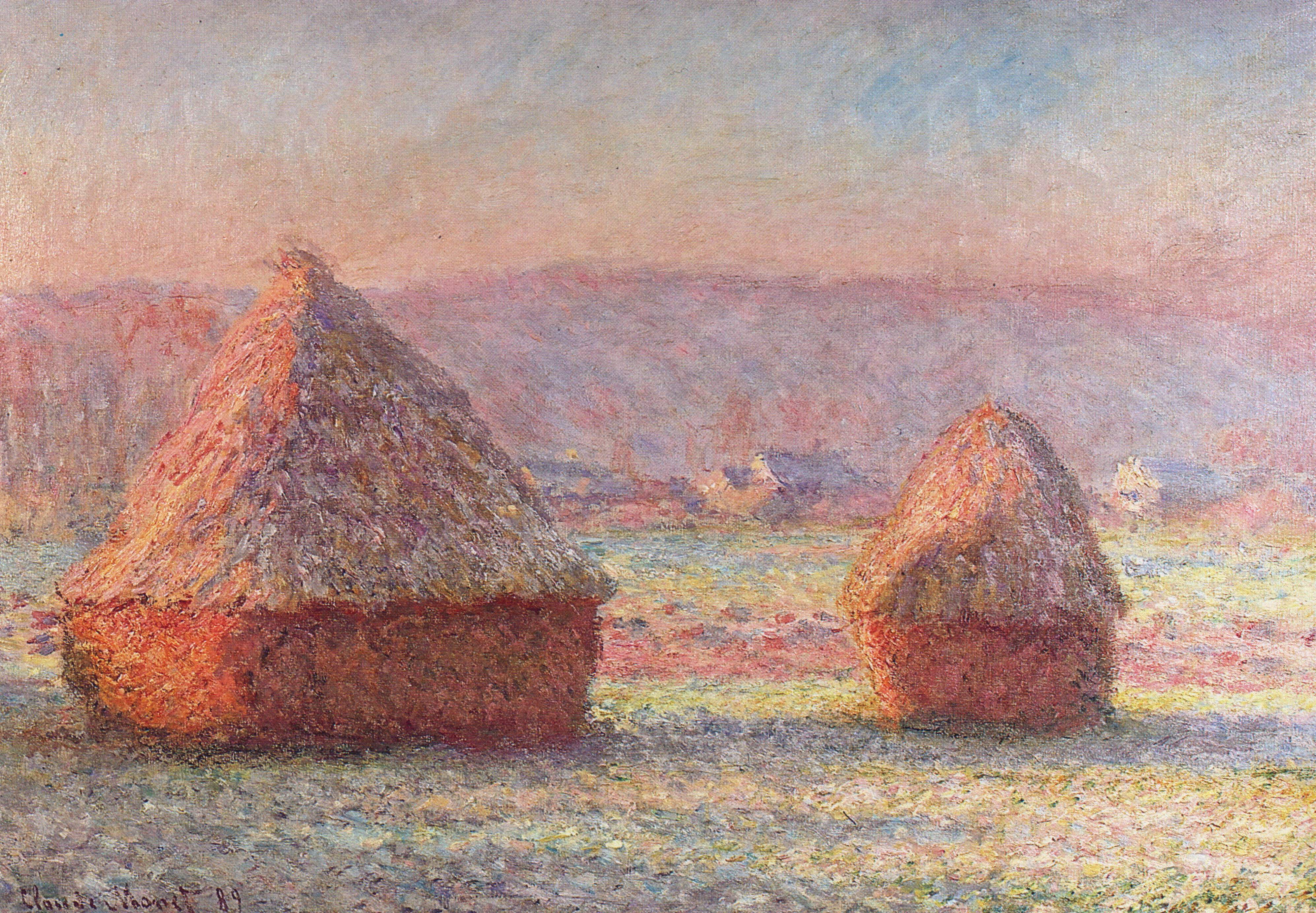
『積みわら、白い霜の効果』(w.1215)、1889年、ヒルステッド美術館
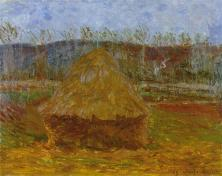
『ジヴェルニーの積みわら』(w.1216)、1888年 - 1889年、テルアビブ美術館
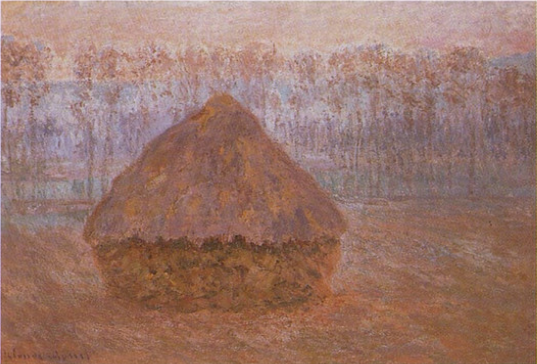
『積みわら - 冬、霧の中』(w.1217)、1888 - 89年